# 項愫
項愫（1424年—？），字思誠，浙江寧波府奉化縣人，明朝政治人物。

## 生平
浙江鄉試第五名。景泰二年（1451年）辛未科會試第十名，殿試登進士第三甲第一百一十一名，官至山西道監察御史。

## 家族
曾祖父項子興。祖父項孟舉。父亲項伯韶。
曾孙項守禮，嘉靖进士。